# Phir Kabhi
Pour plus de détails, voir Fiche technique et Distribution.
Phir Kabhi, littéralement en français : Plus jamais, est une romance du cinéma indien, en langue hindoue, réalisé en 2009, par V. K. Prakash (en). Le film met en vedette Dimple Kapadia,  Mithun Chakraborty et Rati Agnihotri (en). Il est sorti en direct-to-video et sur les services de télévision par satellite, le 22 septembre 2009,.

## Synopsis
Hari Singh est marié à Lakshmi depuis environ 40 à 50 ans et son fils est employé en Amérique. L'épouse de son fils, Divya, et sa fille Sonia vivent avec eux dans une relation très harmonieuse. La tragédie frappe alors que Lakshmi meurt soudainement, laissant Hari vulnérable et bien sûr, seul. Il se rapproche alors de sa petite-fille et commence à rendre visite à ses camarades de classe. C'est alors que Divya conclut qu'Hari n'a peut-être pas une bonne influence sur sa fille après qu'elle a découvert qu'il est non seulement tombé amoureux, mais qu'il lui a aussi rendu visite en cachette et qu'il a échangé des lettres d'amour avec une femme nommée Ganga.

## Fiche technique
Sauf indication contraire, les informations mentionnées dans cette section peuvent être confirmées par la base de données cinématographiques IMDb,  présente dans la section « Liens externes ».
- Titre : Phir Kabhi
- Réalisation : V. K. Prakash (en)
- Scénario : M. Sindhuraj - Kamlesh Kunti Singh
- Production : Pradeep Guha - Ronnie Screwvala - UTV Motion Pictures - Culture Company Pvt.Ltd.
- Langue : Hindi
- Genre : Romance
- Durée : 145 minutes (2 h 25)
- Dates de sorties en salles :
  -  Inde : 22 septembre 2009